# Disney Character Voices International
Disney Character Voices International est une division de la société Walt Disney Company dont les principales fonctions sont la traduction et le doublage des productions Disney comme le cinéma des Walt Disney Studios, la musique du Disney Music Group et la télévision de Disney Media Distribution. Ce service s'occupe également des doublages pour les parcs à thèmes Disney ainsi que les jouets dérivés parlant. De nombreux pays possèdent une antenne locale de Disney Character Voices.
En France, Disney est en contrat non exclusif depuis de nombreuses années avec Dubbing Brothers, un studio pour le doublage français situé à La Plaine Saint-Denis. À l'occasion du D23 Expo 2019, le 26 août 2019, Disney Character Voices, Inc. a fêté ses 30 ans d'existence.

## Histoire

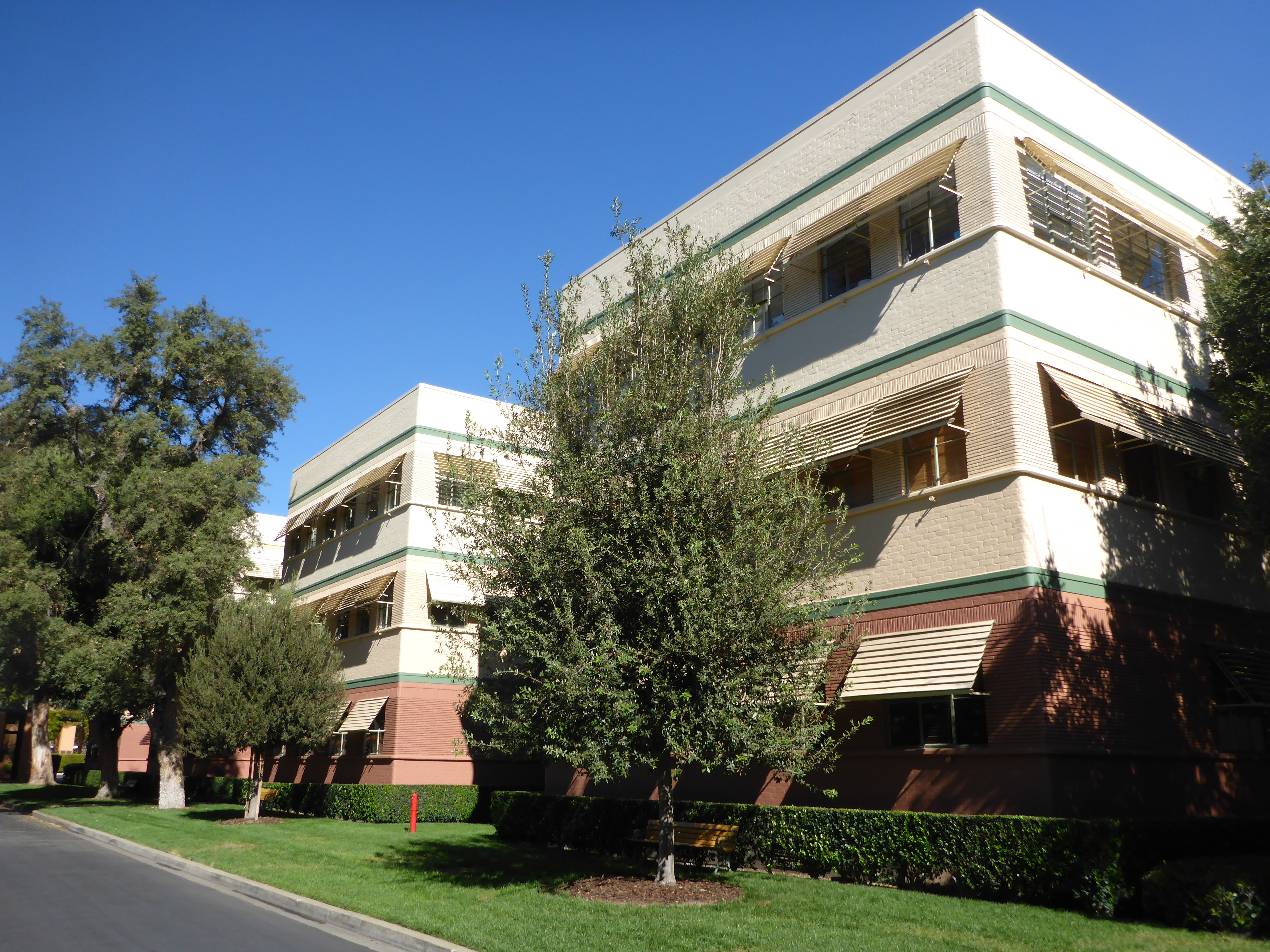
Animation Building, locaux situé dans les Walt Disney Studios de Burbank, abritant entre autres la Disney Character Voices Inc.

Le premier doublage assuré dans un film Disney est le film Blanche-Neige et les Sept Nains en 1938, et dirigé par Walt Disney lui-même. Mais l’essor du doublage chez Disney a lieu dans les années 1940, avec le film Fantasia. Jimmy Johnson mentionne Jack Cutting, animateur du studio depuis 1930 comme responsable du doublage des films Disney principalement en français, allemand, italien, espagnol, japonais, portugais, danois, suédois, norvégien, finlandais.
La filiale Disney Character Voices International quant à elle, existe depuis janvier 1988, lorsque Michael Eisner est en visite à Paris pour préparer la construction d'Euro Disney Resort, mais aussi pour améliorer son français. La découverte de la version française de la série Les Craquantes (première série produite par Touchstone Television, filiale de la Walt Disney Company) et ses lacunes en matière de traduction et de doublage, ainsi que la déception de Roy Disney quant à la voix française de Mickey Mouse, poussent Eisner à créer presque immédiatement le département de doublage, dont la direction est attribuée à Roy Disney, et Rick Dempsey en sous-direction. La mise en place du département sera également initié pour standardiser les voix des personnages, qui sont alors doublés par plusieurs comédiens différents sur différents supports et programmes pour la plupart. Les bureaux du département se trouvent dans l'ancien bâtiment de l'animation, dans le Walt Disney Animation Studios à Burbank.
En France, les bureaux ont été mis en place par Fred Taïeb dès mai 1991. Les antennes locales, comme Disney Character Voices France, ont été créées dans le but de trouver les voix les plus ressemblantes aux principaux personnages Disney,,,. Le studio a rapidement développé un système permettant de centraliser sur une même plateforme les auditions des acteurs à travers le monde, ce qui a permis à la Walt Disney Company de remporter le 2017 Technology and Engineering Emmy Awards. C'est à partir de la fin des années 1990 que la stratégie du star-talent est initiée puis systématisée à partir de 2000 en France pour la sortie des films d'animation avec l’arrivée de Boualem Lamhene. On retient notamment : Valérie Lemercier dans Tarzan, Jamel Debbouze dans Dinosaure, Guillaume Canet et Cécile de France dans Cars, Romain Duris et Isabelle Adjani dans Raiponce, Charles Aznavour dans Là-Haut, Catherine Deneuve dans Monstres Academy, Pierre Niney, Gilles Lellouche, Mélanie Laurent, Charlotte Le Bon et Marilou Berry dans Vice-Versa, Franck Dubosc, David Ginola et Sami Naceri dans Le Monde de Nemo.
Le département existe pour près d'un total de 22 langues différentes. Les films d'animation Disney sont distribués dans 39 à 43 pays différents. Concernant les films Disney en live-action, ils sont distribués à plus grande échelle que tout autre film qui sont généralement doublés entre 12 et 15 langues. En effet, Pirates des Caraïbes a été traduit en 27 langues différentes,.
En 1994 Le Roi lion avait été traduit et doublé en 15 langues différentes, tandis que La Reine des neiges, sorti en 2013, en compte 41.
Disney emploie près de 85 personnes dans le monde pour ses départements de doublage.

## Processus de doublage

### Choix des interprètes

Logo de la filiale Disney Character Voices International.

Pour les pays traduisant les films, les maquettes accompagnées des voix originales en provenance de Los Angeles passent entre les mains du directeur créatif, qui va chercher les acteurs qui puissent correspondre au mieux au personnage sur lequel il travaille. Si plusieurs sont pressentis, 5 à 6 acteurs sont appelés en studio pour faire des essais. Par la suite est choisi la voix qui se correspond le mieux au personnage et qui se rapproche le plus de l'originale. Boualem Lamhene, directeur créatif pour DCVI (diminutif de Disney Character Voices International) en France jusqu'en 2024, note cependant qu'« il y a une école parallèle qui existe depuis quelque temps, qui est pour nous la vraie école créative : on s’inspire d’un acteur comme John Goodman par exemple, et on va trouver en France un acteur qui n’aura pas nécessairement la même voix, mais qui va réellement apporter au personnage comme Richard Darbois (Buzz, ou plus récemment Baloo), Jacques Frantz (Pacha, Sulli, Silver) ou Med Hondo (Rafiki) ».
Même si en règle générale, c'est le directeur de plateau qui choisit généralement l'acteur, il arrive, depuis le début des années 2000, à la société d'imposer des acteurs célèbres en réponse à une stratégie marketing, en France notamment. Ainsi, dans Cars (2006), les acteurs Guillaume Canet et Cécile de France étaient mis à l'honneur, de même pour Franck Dubosc et Samy Naceri dans Le Monde de Nemo (2003), ou plus anciennement, Valérie Lemercier et Muriel Robin dans Tarzan (1999). En France, la supervision créative était assurée par Fred Taïeb de 1991 à 1998, Daisy Nichols de 1999 à 2002, puis simultanément par Boualem Lamhene (2000 à 2024) et Virginie Courgenay (2001 à 2025),,. Entre 1988 et 2023, en tant que Senior Vice President de Disney Character Voices aux États-Unis, Rick Dempsey prenait les décisions finales pour le casting français, ainsi que pour les autres pays représentant 14 % du box-office pour les productions Disney. Ainsi, le choix du casting pour les autres pays est assuré par un directeur artistique local à partir de la traduction et des directions artistiques d'une des langues déjà traduites pouvant alors servir de modèle aux objectifs à suivre. Par exemple, le bureau américain finalise la version polonaise et le directeur artistique des bureaux à Varsovie la prendra comme modèle pour établir les autres langues régionales qu'il doit assurer.

### Création de voix
Les voix originales sont enregistrées en amont de l'animation du film. Les comédiens se basent généralement sur les croquis des personnages qu'ils interprètent, pour créer la voix du personnage, et parfois sur les profils finaux, quelques ébauches d'animation, ou plus simplement des études préparatoires, le tout réalisé par l'équipe d'animation. C'est grâce à ces supports que les acteurs saisissent les principales caractéristiques des personnes pour s'en inspirer dans leur jeu. Quant aux chansons régulièrement présentes dans les films Disney, elles sont parfois enregistrées plus en avance que les dialogues. Par la suite, les voix enregistrées servent de base aux animateurs pour dessiner les personnages en se calant sur les intonations et les mouvements de bouche notamment.

### Redoublage

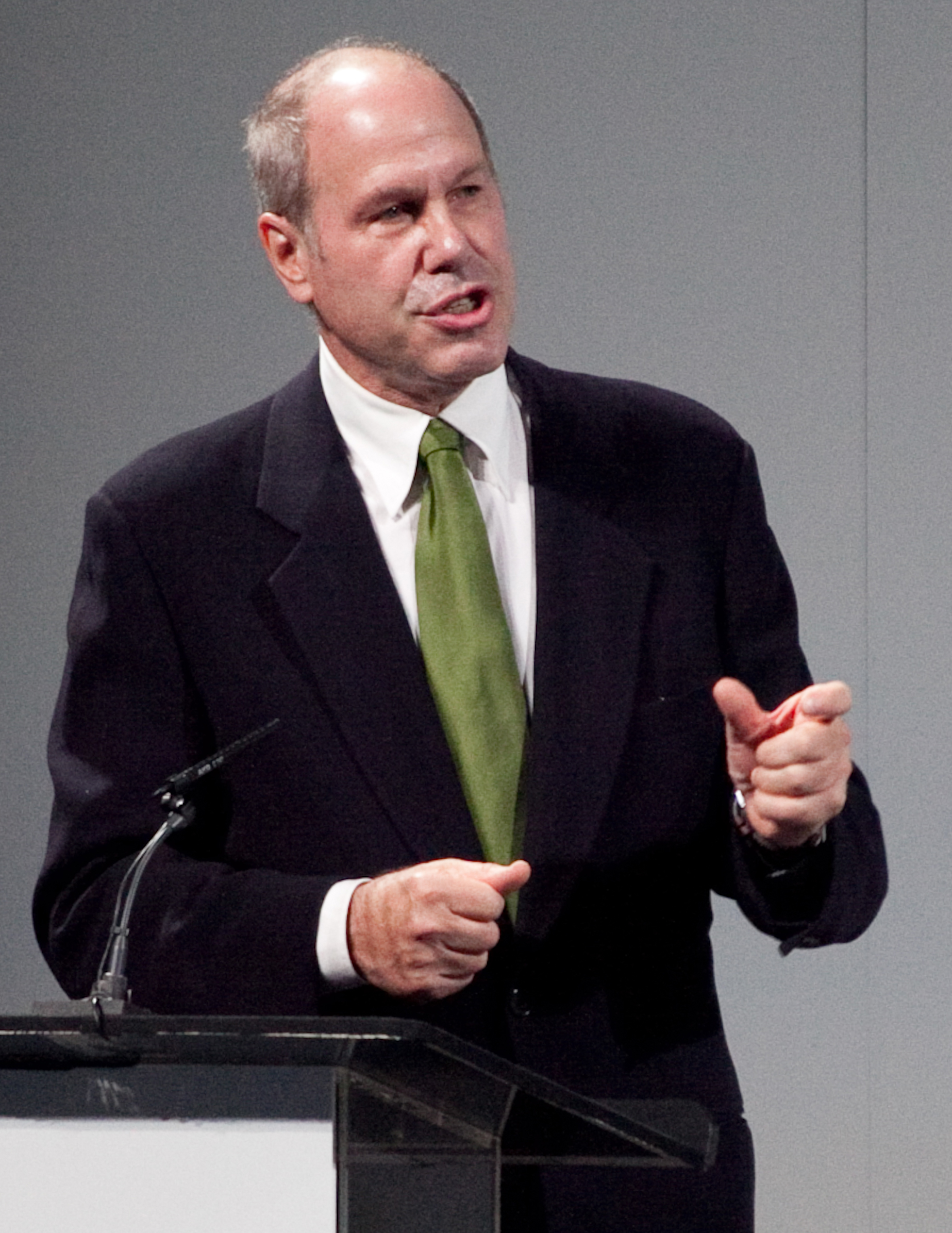
Michel Eisner, fondateur de la Disney Character Voices Inc.

Dans une interview au site Chansons-Disney.com, le site web letradapteur.fr consacré à la traduction-adaptation de chansons suggère que l'une des raisons du redoublage d'un film Disney peut résider dans le souci de moderniser l'interprétation du chanteur ou de la chanteuse qui avait prêté sa voix aux précédentes versions, notamment pour des raisons commerciales, la nouvelle version étant susceptible d'attirer davantage les plus jeunes générations. Il évoque notamment Blanche-Neige et les Sept Nains, film doublé pour la première fois en 1938 et ayant bénéficié de deux re-doublages : l'un en 1962 et le dernier en 2001. En effet, le doublage existe depuis le début du XXe siècle, et les techniques d'enregistrement et de doublage ont évolué au fil des ans. Les films ont par ailleurs vieilli, et leur qualité sonore s'est dégradée. La plupart du temps, les nouveaux doublages sont réalisés lors de la première sortie DVD des films, et nécessitent des bandes sons en format Dolby Digital.
Par ailleurs, le redoublage est également un moyen de corriger certaines maladresses, notamment dans les chansons des films. On peut noter par exemple le redoublage d'une phrase de la version originale d'Aladdin à partir de juillet 1993, soit un an seulement après sa sortie. Les paroles de la chanson Arabian Nights, jugées inappropriées par l'ADC (American-Arab Anti-Discrimination Committee), « Where they'll cut off your ear if they don't like your face / It's barbaric, but, hey, it's home. » (« Où on vous coupe l'oreille si on n'aime pas votre tête / C'est barbare, mais, eh, c'est chez moi. ») ont été remplacées par « Where it's flat and immense and the heat is intense / It's barbaric, but, hey, it's home » (« Où c'est plat et immense et où la chaleur est intense / C'est barbare, mais, eh, c'est chez moi. »). Notons que la version francophone française de cette chanson, intitulée Nuits d'Arabie, n'a pas été retouchée parce qu'elle ne mentionnait pas cette idée, lui préférant « Où pendant ton sommeil les serpents t'ensorcellent ». La version francophone québécoise, quant à elle, n'a pas échappé à cette censure lors de la sortie DVD en 2004 : les paroles « On vous coupe les oreilles si votre air nous r'vient pas / C'est barbare mais on se sent chez soi ! » sont devenues « Cette terre de mystère, au décor si sévère / Regorge d'histoires légendaires. ».
Le site leTradapteur.fr note également un certain nombre de maladresses dans l'adaptation de certaines chansons du film Mary Poppins (1964). L'adaptateur, Christian Jollet, semble avoir manifesté un souci excessif d'observer les contraintes du synchronisme labial,. Ce film n'a cependant pas été redoublé à ce jour. Philippe Videcoq, qui adapte de nombreuses chansons Disney, suggère que la raison est principalement financière, le film comportant pas moins d'une quinzaine de chansons. Il évoque également le fait que l'auditoire est attaché aux paroles de son enfance et que la moins bonne qualité de la traduction ne nuit pas forcément au succès du film.

## Liste des langues
Les productions de Disney officiellement dans les langues mondiales après la langue originale, l'anglais :albanais, allemand, arabe, bulgare, catalan standard, cantonais, coréen, croate, danois, espagnol (ou castillan), estonien, finnois, flamand, français, français canadien, grec, hébreu, hindi, hongrois, islandais, italien, japonais, letton, lituanien, mandarin de Taïwan, mandarin standard, néerlandais, norvégien, polonais, portugais, portugais brésilien, roumain, russe, serbe, slovaque, slovène, suédois, tchèque, thaï, turc, ukrainien et vietnamien
Langues dans lesquelles il y a un ou plusieurs films d'animation Disney : allemand (autrichien) (La petite sirène, Chicken Little, Là-haut), espagnol rioplatense (Pinocchio, Fantasia, Dumbo, Bambi, Chicken Little, Cars, Ratatouille), galicien (L'Apprentie sorcière), kazakh (Cars 2, Rebelle, Monstres Academy, Lone Ranger, naissance d'un héros), malaisien (Tarzan, Planes, La Reine des neiges), et zoulou (Le Roi lion)
Langues diffusant dans différentes chaînes de télévision Disney (sans doublage pour la salle de cinéma ou le divertissement à domicile) : Bengali (Inde), Indonésien (exception pour WALL-E), Marathi (Inde), Tamoul (Inde), et Télougou (Inde).